# 3,4-다이하이드록시페닐아세트산
3,4-다이하이드록시페닐아세트산(영어: 3,4-dihydroxyphenylacetic acid, DOPAC)은 신경전달물질인 도파민의 대사 과정에서의 대사 중간생성물이다. 도파민은 3가지 물질들 중 하나로 대사될 수 있는데, 이들 3가지 물질들은 3,4-다이하이드록시페닐아세트산, 3-메톡시티라민, 노르에피네프린이다. 3,4-다이하이드록시페닐아세트산과 3-메톡시티라민은 분해되어 호모바닐산(HVA)을 형성한다. 이들의 분해 과정에는 모노아민 산화효소(MAO)와 카테콜-O-메틸트랜스퍼레이스(COMT)가 관여한다. 모노아민 산화효소(MAO)는 도파민을 3,4-다이하이드록시페닐아세트산(DOPAC)으로의 전환 과정을 촉매하고, 카테콜-O-메틸트랜스퍼레이스(COMT)는 3,4-다이하이드록시페닐아세트산(DOPAC)을 호모바닐산(HVA)으로의 전환 과정을 촉매한다. 반면에 카테콜-O-메틸트랜스퍼레이스(COMT)는 도파민을 3-메톡시티라민(3-MT)으로의 전환 과정을 촉매하고, 모노아민 산화효소(MAO)는 3-메톡시티라민(3-MT)을 호모바닐산(HVA)으로의 전환 과정을 촉매한다. 도파민의 최종 대사 생성물의 세 번째 물질은 노르에피네프린(노르아드레날린)이다.
3,4-다이하이드록시페닐아세트산은 과산화 수소에 의해 산화될 수 있으며, 그 결과 흑질의 도파민 저장 소포를 파괴하는 독성 대사산물이 형성된다. 이것은 파킨슨병의 레보도파 치료의 실패 원인일 수도 있다. 셀레길린 또는 라사길린과 같은 모노아민 산화효소 B 저해제는 이러한 현상을 방지할 수 있다.
|  |

3,4-다이하이드록시페닐아세트산은 또한 유칼립투스(Eucalyptus globulus)의 수피에서도 발견할 수 있다.
3,4-다이하이드록시페닐아세트산은 아르트로박터 프로토포르미애(Arthrobacter protophormiae)의 전체 세포 배양 배지를 사용하여 호기성 생체변환을 통해 4-하이드록시페닐아세트산으로부터 합성되었다(52% 수율).

## 같이 보기
- 도파민
- 3,4-다이하이드록시페닐아세트알데하이드
- 삼환계 항우울제